# 松平清善
松平清善（1505年－1587年6月28日）是日本戰國時代至安土桃山時代的武將。父親是松平親善。竹谷松平家當主。通稱與二郎、玄蕃允、備後守。

## 生平
在永正2年（1505年）出生，家中長男。永祿3年（1560年），在今川義元於桶狹間之戰中被殺後，跟隨德川家康離反今川氏，因此被送出當作人質的女兒被殺害。永祿元年（1558年），被家康命令守備丸子城。永祿5年（1562年），攻下鵜殿長照的居城上之鄉城而立下功績。元龜3年（1572年），成為遠州宇津山城城番。在天正15年（1587年）死去。享年82歲。